# Моћни ренџери
Моћни ренџери је америчка серија која прати доживљаје тинејџера-суперхероја. Настала је још 1993. године и до данас је снимљено 788 епизода. Ова серија је настала од јапанске серије Супер Сентај (а интензивно су коришћене сцене из серијала Зјуренџери), тј. "Моћни ренџери" представљају америчку верзију поменуте серије. Кроз серију су прошли многи млади глумци који су временом постали велике телевизијске и филмске звезде. Тренутно се у свету очекује двадесет четврта сезона ове серије. У Сједињеним Америчким Државама серију је од почетка приказивала Фокс телевизији у свом познатом дечјем програму Фокс Кидс. Од пре неколико сезона серију је преузео Дизни и сада је приказује на бројним станицама у оквиру дечјег играног и серијског програма под именом Џетикс. У Србији је серију (првих шест сезона) приказивала Телевизија Пинк од 1995. па до 2000. године у више наврата. Све до 2008. године када је 14. сезону серије (уз оба играна филма) емитовао РТС. Од 2011. па до садашњице одређене сезоне емитују се синхронизовано на Пинк 2 каналу и Пинкидсу.

## Почетак приче
Прича почиње 1993. године када су астронаути ослободили зле силе из контејнера који се налазио на Месецу. Из контејнера је изашла зла вештица Рита са својим ратницима (Финстер, Голдар,...) који су решили да покоре свет. Међутим, на Земљи се активирао аларм у Командном Центру и пробудио Зордона, чувара планете, и његовог слугу Алфу 5. Њих двојица су одмах одабрали 5 тинејџера који су постали Моћни ренџери: Џејсон (Црвени Тираносаурус ренџер), Били (Плави Трицератопс ренџер), Зак (Црни Мастодонт ренџер), Трини (Жути Сабљозуби тигар ренџер) и Кимберли (Ружичасти Птеродактил ренџер). Њих петоро су борци за правду чији је задатак да спасу свет и очувају мир на планети. Њима се убрзо придружује и 6. ренџер (специјални), њихов до тада најозбиљнији противник, кога је претходно опчинила Рита — Томи (Зелени Змај ренџер). Њих шесторо успевају да одбију терорне нападе које праве Рита Репулса и њене слуге.

## Ренџери
Сваки Моћни ренџер тим има неколико чланова (5 и више). Стандардна колор шема кључног тима (која је коришћена за највише тимова) укључује црвену, плаву, жуту, зелену и ружичасту боју. Сви чланови тима имају различиту боју опреме коју чине униформа са кацигом (као нпр. црвена, плава, жута, зелена, ружичаста, црна, бела, златна, сребрна, итд.) и различито оружје. Вођа је скоро увек црвени ренџер (изузетак су Моћни Ванземаљски ренџери у којем је вођа бели и Моћни ренџери: Временска сила, у којем је ружичасти ренџер вођа) и он даје инструкције осталим члановима тима. Сваки ренџер има свој морфер који му омогућава да од обичног грађанина постане ренџер, и тако добије велику снагу коју као човек није поседовао. Од сезоне Моћни ренџери: Дино јуриш из 2015. године црвена и плава боја остају исте у свим сезонама тако далеко.

### Зордови
Сви Моћни ренџери поседују једног или више Зордова, велике роботе који им омогућавају да победе огромне непријатеље. Када се Зордови једног тима Моћних ренџера укомбинују, они стварају човеколиког робота — Мегазорда. Мегазорд поседује снагу која је довољна да се победи сваки непријатељ. Сваки Мегазорд је неодређеног људског пола и за сваког од њих се не зна да ли он представља мушку или женску фигуру.

### Ментор
Сваки тим Моћних ренџера има свог ментора који ренџерима даје морфере, оружје, Зордове, а пре свега их упућује на тимски рад и уједињење у борби против опаких ванземаљских непријатеља.

### Непријатељи
Ванземаљске трупе су одувек желеле да покоре планету, али на том путу им се већ хиљадама година супротстављају Моћни ренџери. Ванземаљци користе своје натприродне способности да се повећавају у очајничкој жељи да поразе ренџере.

## Сезоне
У свету је приказана 21 сезона, a у припреми су 22. сезона Моћни ренџери — Дино јуриш, 23. сезона Моћни ренџери — Дино суперјуриш, 24. сезона Моћни ренџери — Нинџа челик и 25. сезона Моћни ренџери — Супер Нинџа челик.

### 1. сезона: Моћно морфирани Моћни ренџери 1
Када два астронаута отворе контејнер, у свет пуштају невиђено зло, злу вештицу Риту Репулсу која је у том контејнеру била заробљена 10.000 година. Након њеног ослобађања, она и њена армија Свемирских ванземаљаца (Моћних чудовишта) одлучују да покоре најближу планету, планету Земљу. Када мудрац Зордон бива свестан зла које је ослобођено, он наређује свом асистенту роботу да окупи тим од пет тинејџера са ставом да би одбранили земљу од Ритиног напада. Пет тинејџера који су изабрани су: Џејсон Ли Скот као црвени Тираносаурус ренџер, Зак Тејлор као црни Мастодонт ренџер, Били Кренстон као плави Трицератопс ренџер, Трини Кван као жути Сабљозуби тигар ренџер и Кимберли Харт као ружичасти Птеродактил ренџер. Зордон им даје моћне морфере и моћне новчиће и разна лична оружја као и велике роботске машине зване Динозордови који када се споје образују Мегазорда, те они постају „Моћно морфирани моћни ренџери“ (Mighty Morphin Power Rangers). Нови тим ратника креће у борбу са Ритом и њеним злим снагама. Када Рита види да не може победити на стари начин већ стварањем злог ренџера, заробљава новог локалног тинејџера Томија Оливера који зна карате подједнако добро као Џејсон, и претвара га у злог зеленог ренџера са моћи змаја-зорда. Међутим, он временом прелази на страну добра, и помаже ренџерима у борби против зла. Временом, он губи своју моћ као зелени ренџер, даје Џејсону свој моћни новчић змаја и одлази из тима. После тога, он долази неколико пута да им помогне у великим шкрипцима. Сви родитељи деце из Ејнџел Гроува па и родитељи ренџера бивају киднаповани од стране зла. Тада се моћни ренџери одричу својих моћи да би спасили своје родитеље.
Емитовање: Локалне тв станице (титловано), 1996, Тв Пинк (титловано), 1995 (касније више пута репризирана)

### 2. сезона: Моћно морфирани Моћни ренџери 2
Силе зла се појачавају када им у помоћ стигне зли Господар Зед, који склања Риту са пута тако што је поново баци у контејнер. Зордон даје део своје животне снаге Томију да би одвлачио пажњу силама зла док остали ренџери иду у потрагу за побољшањем њихових зордова, Динозордова, који су били залеђени (а самим тим и њихових моћи) у мистична бића-Громозордове, који када се споје, стварају новог побољшаног Мегазорда-Громомегазорда. Томи губи све своје моћи и напушта тим на одређено време. Како су добили нове моћи, сада су: црвени змај ренџер, жути грифон ренџер, плави једнорог ренџер, црни лав ренџер, ружичасти ватрена птица ренџер. Како је Томи раније изгубио своју моћ, Зордон га претвара у белог тигар ренџера. Поред тога, у тим долазе Ајиша Кембел, Адам Парк и Роки Де Сантос у замену за Жутог (Трини), Црног (Зак) и Црвеног ренџера (Џејсон), јер је ово троје морало да оде на конференцију за мир у свету у Швајцарску. Новим трима Ренџерима је одређене моћи подарио Зордон. Касније, Рита Репулса се враћа тако што се венча са господаром Зедом како би му се осветила. Брат Рите Репулсе, Рито Револто уништава ренџерима моћи и њихове Громозордове.
Емитовање: Локалне тв станице (титловано), 1996-1997, Тв Пинк (титловано), 1995 (касније више пута репризирана)

### 3. сезона: Моћно морфирани Моћни ренџери 3
Како су ренџери изгубили пређашње моћи, након што су Громозордови били уништени од Рите Револта, кренули су у потрагу за древним ратником Нинџором који је направио моћне морфере и новчиће да би им он дао снагу Нинџа ренџера. Сада, када су постали Нинџа ренџери, имају нинџа моћи: црвени мајмун, жути медвед, плави вук, црна жаба, ружичасти ждрал и бели соко. Такође, добијају и засебне Нинџазордове. У Ејнџел Гроув долази млада Катарина Кет Хилард из Аустралије, постаје Кимберлина најбоља другарица и показује своју љубав према Томију. Касније се сазнаје да је њу зачарала Рита јаком чаролијом. Кет је узела Кимберлин Нинџа новчић ждрала из којег Ким црпи животну снагу као и Сокозорда и због тога су Нинџазордови постали бескорисни па су добили Шогунзордове. Ипак, Кет је савладала чин и вратила Кимберли Нинџа новчић и Сокозорда, али како је већ била одвојена од њега решава да се посвети професионалној гимнастици, и Зордон проглашава да је време да напусти ренџере, Ким одлази да вежба за Пан Глобал такмичења, она свој Ждрал новчић даје Катарини и тако Кет постаје нови ружичасти ренџер. Након неколико битака, Рита и Зед бивају уједињени под Ритиним оцем, Гнусобом који има нови план како победити ренџере враћањем времена, уништавањем Нинџа новчића, Нинџазордова и Нинџорове претње. Ренџери су тада постали деца. Сви ови догађаји довели су до тога да Зордон и моћни ренџери који су постали деца траже помоћ од Ванземаљских Ренџера (црвеног, белог, жутог, плавог и црног) са планете Аквитар. То доводи до мини-серије Моћно морфирани Ванземаљски ренџери које неки рачунају као одвојену сезону, а неки као наставак 3. сезоне Моћно морфираних Моћних ренџера. Они се боре против зла док деца траже своје зео под-кристале који ће им вратити пређашњу старост. По враћању свих ренџера осим Ајише која је свој зео под-кристал дала малој Тањи Слоун који добија године свих осталих ренџера, они се враћају на своју планету. Мало после тога Рито и Голдар постављају бомбу под Командни Центар у којем су Алфа и Зордон заробљени и узимају Зео кристал. То доводи до почетка нове сезоне.
Емитовање: Тв Пинк (титловано), 1998

### 4. сезона: Моћни ренџери Зео
Зео Кристал води ренџере до Моћне одаје у Командном Центру. Тамо налазе Алфу 5 и Зордона који активира Зео кристал и ствара нови тим Ренџера, састављен искључиво од нових чланова тимова из претходних сезона ове серије, јер је свет напала Империја Машина, коју предводи зли краљ Мондо. То су: Томи, познат као Зео Ренџер 5 са петокраком звездом (црвени Феникс), Адам, познат као Зео Ренџер 4 са правоугаоником (зелени Бик), Роки, познат као Зео Ренџер 3 са троуглом (плава Сфинга), Тања, позната као Зео Ренџер 2 са две обле траке (жути Догу) и Кет, позната као Зео Ренџер 1 са овалом (ружичасти Моаи). Они добијају помоћ од Златног Ренџера Треја Трифорског, који бива повређен и „подељен“ на три особе, тј. личности. Тада бива принуђен да преда неком другом своје моћи. Прво је мислио да их преда Билију, али Били није могао да поднесе те моћи, па је за новог Златног Ренџера изабран Џејсон, бивши Црвени Ренџер. Били касније одлази на планету Аквитар и тамо остаје. Џејсон је приморан да врати моћи Златног ренџера првобитном лику, Треју од Трифорије,  да би их спасао (као и свој живот). Рита и Зед смештају Империју Машина и одлазе на одмор да би оставили места за новог негативца (тј. негативку) Диватокс.
Емитовање: Тв Пинк (титловано), 1998-1999

### 5. сезона: Моћни ренџери Турбо
Ово је једини серијал Моћних Ренџера којем претходи играни филм у којем све почиње.
- ФИЛМ:

Кобна ванземаљска гусарка по имену Диватокс прави план како да ослободи свог вереника Малигора са острва Мурантиас на Земљи. Да би дошла до острва морала је да отме чаробњака Леригота који живи на планети Лиариа и искористи његов штапић као кључ, aли паметни Леригот по доласку на Земљу тражи помоћ од Моћних Ренџера. Како се Роки повредио док је играо карате, отишао је у болницу. Сви остали (Зео) Ренџери су дошли да га посете. Млади Џастин Стјуарт, пријатељ ренџера, тада открива идентитете ренџера јер се сакрио испод кревета. Зордон окупља ренџере и шаље Томија и Кет са моћним торбама (ранчевима) да спасу Леригота. Спасили су га из Афричких дивљина, но на крају Диватокс опет узима чаробњака и води га на острво са осталим заробљеницима: Балком, Скалом, Џејсоном, Кимберли, Лериготовом женом Јаром и дететом Бетелом. Пре него што су кренули за злом Диватокс, ренџери су окупљени под Џастином који долази као Рокијева замена за плавог ренџера, и Зордон им даје нове Турбо моћи аутомобила: Џастин-плава планинска олуја (Mountain Blaster), Адам-зелени пустињски гром (Desert Thunder), Тања-жута пешчана звезда (Dune Star), Кет-ружичасти гонич ветрова (Wind Chaser) и Томи-црвена муња (Red Lightning). По доласку на острво са Елгаром, Рајгогом и армијом Пиранатронаца, Диватокс жртвује Џејсона и Кимберли Малигору. Турбо Ренџери (црвени, плави, зелени, жути и ружичасти) проналазе храм и виде да су њихови пријатељи постали зли због Малигорових пламенова. Тада се сила зла и добра боре. Леригот повраћа Џејсона и Кимберли, а ренџери се сада боре моћним оружјем. Пошто је Малигор постао огроман ренџери зову Турбозордове који су се склопили у Турбомегазорда и тако побеђују Малигора. Стижу таман на време за такмичење у каратеу на којем Џејсон учествује уместо Рокија и побеђује. За то време Диватокс обећава да ће се осветити ренџерима.
- СЕРИЈА:

Након победе, старији ренџери матурирају и настављају са својим обичним животима али их озлојеђена Диватокс поново напада са детонаторима и чудовиштима са жељом да уништи Ејнџел Гроув. Зордон и Алфа 5 одлазе на планету Елтар, а са ње долази Димитрија (како се касније сазнаје давно изгубљена сестра близнакиња Диватокс) као нови ментор и Алфа 6 као нови асистент. У помоћ им пристиже Плави Центурион са миленијумском поруком која се касније сазнаје. Ренџери дају своје моћи новим ликовима: Томи даје Ти-Џеју Џонсону, Тања даје Ешли Хамонд, Адам даје Карлосу Валертесу, Кет даје Кеси Чен, и одлазе. Нови Ренџери се удружују са Фантом Ренџером који им доноси спасилачке зордове, али Диватокс је разнела моћну одају и уништене су Турбо моћи, осим ако не рачунамо моћи робота ренџера који су имали други извор моћи. Ренџери сазнају да је Црна Сабласт заробила Зордона, и без Џастина крећу у свемир да би га ослободили. Серијал се завршава одласком ракете у свемир.
Емитовање: Тв Пинк (титловано), 1999-2000

### 6. сезона: Моћни ренџери у свемиру
Претходни Ренџери, без младог Џастина, одлазе у свемир и удружују се са Андросом који је са планете КО35, како би заштитили свет од зле Астрономе, и спасили заробљеног Зордона. Њима се касније прикључује Сребрни Ренџер (Зејн) који је раније био повређен у бици, и замрзнут чекајући дан да се нађе лек, и он поново оживи. Што и успева током незгоде проузроковане кваром у енергетској цеви. Током почетка сезоне Свемирски Ренџери (црвени, црни, плави, жути и ружичасти) се срећу са Нинџа Корњачама и њиховим новим чланом Венером. Ренџери бораве у Астро Мега броду, заједно са Алфом 6, новом и побољшаном верзијом која се појавила у претходној сезони. Ту је и бродски компјутер који се зове Д.Е.К.А.
У овој сезони Балк и Скал се удружују са професором Феноменомом, како би доказали да ванземаљци постоје. Зејн, сребрни Ренџер убрзо излази на дејт састанак са злом Астрономом, која показује своју бољу страну. Како се касније сазнаје Астронома је у ствари Карон, Андросова давно изгубљена сестра. Карон је као дете киднаповао подмукли Дарконда, који има девет живота, и продао ју је Црној Сабласти.
Црна Сабласт црпи снагу из заробљеног Зордона. Како је Карон, тј. Астронома поново на страни добра, једини начин да се осујете планови зла је да се ушуња у Мрачну тврђаву где јој репрограмирани Помрачитељ уграђује чип за контролу понашања како би била поново одана злу.
Астронома ствара изузетно јаке ликове који су њена армија злих Ренџера. Зову се Психоси илити Психо Ренџери. Они знају сваки покрет, звук Ренџера, чекајући најмању њихову грешку не би ли их заробили.
Астронома црпи снагу за Психосе лично од Црне Сабласти, јер жели да се реши и њега поред уништења Ренџера. После њиховог протеривања у Тајанствени град и уништења њихових Мегазордова, уједињује све старе силе зла да јој буду слуге. На Земљи настаје хаос, Ренџери су без својих моћи и током битке, пред целом масом људи коначно откривају своје идентитете изазивајући неверицу пред Балком и Скалом.
У Тамној тврђави Андрос проналази Зордона. Долази до сукоба између њега и Астрономе, где он у самоодбрани "убија" њу. Зордон га обавезује кодексом Ренџера да је једина солуција за спас Света да му разбије енергетски стуб и тиме га убије, што Андрос после пар одбијања и чини. Зликовци се претварају у прах и пепео. Вође негативаца из оба играна филма о Моћним ренџерима — Рита, Зед, Диватокс, добијају нову шансу, постају људи, и сада су добри. Андрос износи Карон (Астроному) из тврђаве и својим сузама је буди из "коме". 
Ренџери се из свемира враћају на Земљу у Ејнџел Гроув. То је довело до краја саге о Моћно морфираним моћним ренџерима.
Емитовање: Тв Пинк (титловано), 2000

### 7. сезона: Моћни ренџери — Изгубљена галаксија
У не тако далекој будућности Земљани започињу потрагу за новим светом, ратници успевају да на Месецу пронађу портал ка другом свету у коме живи раса слична људској. Када њихов народ покори зли Шкорпијус и Тракина, петоро младих људи постају Галактички Ренџери (Лео, Дејмон, Кај, Маја и Кендрикс), који уз помоћ Магна Браниоца успевају да савладају силе зла и ослободе покорену планету...
Легенда говори о пет Квејзар сабљи, које чувају незамисливе моћи. Једног дана, на планети Мириној одржава се такмичење у вађењу мачева — сабљи из камена. Никоме не полази за руком, па их зли Фурио напада. У међувремену на месецу се одигравају вежбе за рат. Млади Лео се налази на берзи где само одабрани људи могу добити карту за одлазак на Тера Вентуру. Он спашава старицу од уличних пљачкаша, и после њеног коментара да млади и храбри заслужују да добију шансу видети Нови свет, решава да се кришом укрца.
Службе обезбеђења описују његов изглед, и расписују потерницу за њим. Преоблачи се у униформу војника са месеца и грешком га одводе на тамошње ратне вежбе.
Да би спасао себе и Кендрикс (будућу ружичасту Ренџерку) од експлозије динамита, открива свој идентитет испод униформе пред њом и Кајем (будући плави Ренџер).
Они га већ познају из метроа када је бежао од обезбеђења (и Кендрикс га тада сакрила). Испоставља се да је он млађи брат од предводника војске, Мајка. Кроз временски процеп долази Маја, са планете Мириној. Она их све моли да пођу с њом и помогну јој да спасе свој народ од Фурија и Жаококрилаца. Мајк говори Леу и Кају да једино они остану на Месецу, Након што сви прођу кроз портал, и Лео трчи ка процепу остављајући Каја самог.
Кај у летелици налази брошуру Астро Мега Брода, и одлучује да му је то једина нада да пронађе поново своје пријатеље. У броду налази Алфу 6, и механичара Дејмона Хендерсона. Како брод није дуго година летео, постао је музеј, али Кај је уверен да може поново летети. Испоставља се као тачно, проналази свој тим и сви сем Леа извлаче сабље из камена. Фурио прави пукотину у земљи и она гута Мајка. Мајк своју сабљу даје брату Леу. Трансформишу се у Ренџере и тако све почиње.
Касније ослобађају Галактазвери, уз које могу сачинити Галактичког Мегазорда. Главни негативац је Шкорпијус и његова кћи Тракина.
Појављује се Магна Бранилац и сазнаје се да када је Мајк пао у пукотину Земље да се Браниочево тело спојило са Мајковом душом. Шкорпијус је убио Зику, Магновог сина, и овај жели освету. По поразу Браниоца, Мајк се поново враћа свом тиму. Он и даље помоћу кључа може да се трансформише у Магна Браниоца, овог пута је савезник Ренџерима.
Црвени Ренџер поражава Шкорпијуса и Тракина је решена да се освети. Тренира је Лојакс. Они помоћу дата картица из прошлости призивају Психо Ренџере. То доводи до поновног окупљања Свемирских Ренџера. Ружичаста Психо преживљује пораз и испод магнетичког поља заробљава Каси, бившу свемирску Ренџерку и њен Астро морфер, Да би је спасла, Кендрикс се жртвује и умире. Њена сабља се раштркава на непознату локацију. Налази је Карон, некада зла Астронома. Да би је однела садашњим Ренџерима, мора да се претвара да је зла. Замерила се Тракини и она је баца са стене, тиме је одгурнувши у сигурну смрт. Током пада Кендриксин дух јој пружа руку спаса и предаје на њу моћи ружичасте Квејзар Сабље. Сада је Карон нови ружичасти Ренџер.
Тракина добија форму чаура инсекта и постаје мутант. По крају сезоне, и спашеној планети, Кендрикс се враћа жива и здрава.

### 8. сезона: Моћни ренџери — Муњевито спасавање
Када се ослободе древне силе зла из једне пирамиде на сцену долазе нови Муњевити Ренџери (Картер, Чад, Џоел, Келзи и Дејна), који уз помоћ Муњевитих Зордова и Титанијум Ренџера (Рајан) спашавају свет од вампирских непријатеља...

### 9. сезона: Моћни ренџери — Временска сила
Када зли Ранзик побегне из будућности у 2001. годину, за њим креће тим од четворо ренџера (Џен, Лукас, Кејти и Трип), који у садашњости проналазе Црвеног Ренџера (Вес) и заједно крећу да хапсе криминалце. Временом им се у борби придружује Квантни Ренџер (Ерик) са Кју-Рекс Зордом...

### 10. сезона: Моћни ренџери — Сила дивљине
Принцеза Шаила окупља пет Ренџера Дивљине (Кол, Тејлор, Дени, Алиса, Макс) како би зауставили Господара Орга и његове помоћнике. На том путу им се временом придружује древни Сребрни Вук Ренџер (Мерик) како би савладали Оргове...

### 11. сезона: Моћни ренџери — Нинџа олуја
Када зли Лотор нападне свет Сенсеи даје својим ученицима моћ Ветровитих Ренџера (Шејн, Тори и Дастин). Временом их нападају зли Громовити Ренџери (Блејк и Хантер) који временом прелазе на њихову страну. Када Ренџерима нестане снаге, у помоћ прискаче Зелени Самурај Ренџер (Кам) и долази време да велика борба почне...

### 12. сезона: Моћни ренџери — Грмљавина диносауруса
Када зли Мезогог нападне планету, Томи се враћа у акцију и ствара нови тим Дино Ренџера (Конер, Кира и Итан) који добијају своје Био Зордове да победе непријатеља. У борби им се придружује и Томи као Црни Ренџер и зли Бели Ренџер (Трент) који временом постаје добар и прелази на страну осталих Ренџера.

### 13. сезона: Моћни ренџери — Свемирска патрола Делта
У блиској будућности људи и ванземаљци ће се борити заједно против галактичког криминала. Пошто Император Грам реши да уништи планету командант Кругер ствара тим СПД Ренџера (Џек, Скај, Бриџ, Зи и Сидни). Да би помогао својим Ренџерима, Кругер и сам постаје Сенка Ренџер. Касније се тиму придружује и Омега Ренџер (Сем) из будућности.

### 14. сезона: Моћни ренџери — Мистична сила
Када се отворе врата између људског и света магије, зле силе ће покушати да покоре планету. Тада на сцену ступа чаробница Удона(бели ренџер), која окупља петоро тинејџера, како би постали Моћни Ренџери Мистичне Силе: Ник(црвени феникс), Ксандер(зелени минотаур), Чип(жута гаруда), Медисон(плава сирена) и Вида(розе вила). Они уз помоћ магије и најновије технологије побеђују непријатеље. Као испомоћ им долази Соларни Витез (Дагерон) са својим чаробним мачком Ђенђијем, како би протерали црну магију и затворили капије зла. Ник и змај Огњено срце, могу да се трансформишу у Моћног ренџера Огњеног змаја. Удона открива помоћу ћебета, које се налазило у Никовом ранцу, да је њен давно изгубљен син у ствари Ник. Такође, ренџери откривају да је до тада њихов највећи противник Кораг, у ствари чаробњак Линбоу, који је Удонин муж.
Емитовао РТС2, 2007

### 15. сезона: Моћни ренџери — Операција Соларне брзине
Археолог Ендру Хартфорд пронашао је свемоћну круну „Корону Аурору“. Пронађена је после много година и силе зла(Молтор и Флуријус) покушавају да је се дочепају како би придобили апсолутну власт над универзумом. Због тога је познати истраживач сакупио 5 младих људи — Мека (црвени), Вила (црни), Дакса (плави), Рони (жути) и Роуз (ружичасти) како би зауставили зле силе. Њихов задатак је да штите круну и пронађу њених пет кристала, који су сакривени на планети. На њиховом путовању придружује им се ванземаљац Тајзон који постаје Меркур Ренџер.

### 16. сезона: Моћни ренџери — Побеснела џунгла
Велико зло са којима су се древни ратници борили генерацијама — Даи Ши, успео је да се ослободи после великог заробљеништва и сада је запосео тело младог ратника Џерода. Велики кунг-фу клан познат као „Одред канџе“ мора послати три млада борца — Кејзија, Лили и Теа да зауставе монструме који окупирају планету. Њихов ментор, Ар Џеј, проглашава их Моћним Ренџерима (црвени, жути и плави респективно) и сам постаје Вук Ренџер. У борби им се придружује Доминик — Носорог Ренџер.

### 17. сезона: Моћни ренџери — Машине тркачких перформанси
У не тако далекој будућности велики компјутерски вирус под именом Венџикс запосео је све велике компјутерске системе, и док су се људи договарали како да одреагују, он је створио своју војску роботичких створења која су почела да окупирају цео сет. За сада, једино сигурно место је град Коринт, кога чува група младих ратника — Моћни ренџери. Скот (црвени), Флин (плави) и Самер (жути) покушаће да уз помоћ Докторке К и њених оружја зауставе роботску империју, а при томе пронађу још младих људи који ће се борити у одбрани града и целог света.

### 18. сезона: Моћни ренџери — Самураји
Главни чланак: Моћни ренџери: Самураји.
Ренџери се боре против злог господара Зандреда и његове војске који желе да поплаве Земљу водом из реке Санзу и тиме униште цивилизацију.

### 19. сезона: Моћни ренџери — Суперсамураји
Главни чланак: Моћни ренџери: Суперсамураји.
Други дeо Самураја. Светску премијеру је имао 18. фебруара 2012.

### 20. сезона: Моћни ренџери — Мегасила
Премијерно светско емитовање двадесете сезоне је најављено за почетак 2013. на 20. годишњицу Моћних ренџера.
Када зли ванземаљци нападају Земљу чаробњак заштитник Госеј са својим помоћником роботом Тенсуом проналази 5 тинејџера да се боре против Агресора. Наоружани познавањем борилачких вештина и других облика борбе они се претварају у најновије заштитнике добра.

### 21. сезона: Моћни ренџери — Супер Мегасила
Након што су Мегасила ренџери (Трој, Ноа, Џејк, Ема и Џија) победили Врака, на Земљу долази његов брат: Принц Векар и Армада. Госеј даје ренџерима Легендарне морфере и кључеве помоћу којих могу да се трансформишу у свих 20 претходних тимова ренџера (поштујући позиције боја у тиму) и да користе њихова оружја. У помоћ ренџерима пристиже Орион (ванземаљац коме је Армада уништила планету). На крају ренџери уништавају Принца Векара, али на његово место долази његов отац Цар Марво. Трој и Орион успевају да га поразе. Осталим ренџерима у помоћ долазе сви бивши ренџери на челу са Томијем. Тада отпочиње Легендарна Битка.

### 26-27. сезона: Моћни ренџери — Зверски преобразитељи
Главни чланак: Моћни ренџери: Бист морферс.

### 28-29. сезона: Моћни ренџери — Дино фјури
Главни чланак: Моћни ренџери: Дино закон.

## Стране љубитеља
- (језик: енглески) Центар података серије
- (језик: енглески) Актуелне информације о серији
- (језик: енглески) Најпознатији форум о серији
- (језик: енглески) (језик: немачки) (језик: француски) (језик: пољски) Power Rangers Wiki
- (језик: српски) Сајт Телевизије Пинк